# Parroquia del Sagrado del Corazón de Jesús y San Ignacio de Loyola
La Parroquia del Sagrado del Corazón de Jesús y San Ignacio de Loyola, conocida localmente como Iglesia de Reina, es un majestuoso templo católico, de estilo neogótico, situado en el distrito de Centro Habana, en la capital de Cuba. Es la iglesia más alta de Cuba y una de las más bellas, su elevada torre de 50 metros puede ser vista desde varios puntos de la ciudad.

## Historia
La idea de construir una iglesia dedicada al Sagrado Corazón, nació con el siglo XX en La Habana, aproximadamente en 1907 debido a las necesidades que tenían los padres jesuitas de tener un lugar dedicado a sus oficios, la zona escogida fue la de Reina y Belsacoaín. La idea de una construcción gótica causó temores y oposición debido a los usuales huracanes, que azotan la isla. Un hermano jesuita de origen vasco, experto en construcciones, se ofreció para la tarea, de manera conjunta con el arquitecto Eugenio Dediot.
La primera piedra fue puesta el 7 de agosto de 1914 y el 2 de mayo de 1923 fue consagrada por el obispo, Monseñor Pedro Ladislao González y Estrada, se inauguró al día siguiente. Los principales financiadores de la obra fueron María del Carmen Zozaya, Narciso Gelats y Francisco del Valle y su esposa, acaudalados miembros de la sociedad habanera.
En 1954, se le realizó una restauración, con el objetivo de reparar algunos daños, sin embargo no fructificó, debido a que se usaron materiales diferentes a los de origen. En 1996, se inicia un proceso de reparación capital de la iglesia, tras un largo estudio comenzado dos años antes, estas tareas llevaron incluso al cierre de la calle Reina que pasa frente a la construcción, las labores de rejuvenecimiento, fueron llevadas a cabo por la Oficina del Historiador de La Habana, y por empresas españolas y francesas.

## Arquitectura
De un estilo gótico auténtico, cuenta con los elementos fundamentales de esta corriente: arco apuntado, altas bóvedas ojivales, paredes reducidas, ventanales amplios y luminosos vitrales.
El retablo fue hecho en Madrid, por el reverendo Félix Granda, compuesto de alabastro, madera y bronce, fue traído en piezas y montado en el lugar donde se encuentra bajo la dirección de su autor. 
Desde la calle frontal Reina, se puede observar la gran imagen del Sagrado Corazón, tallada en madera, cuya base es el Capitel Central que representa la parábola del hijo pródigo y a los dos santos que le hacen guardia: San Ignacio de Loyola y San Francisco Javier.
Dentro del templo se encuentran hermosos ventanales con deslumbrantes vitrales representando la vida de Jesús, la Virgen María, pasajes de la vida de Ignacio de Loyola y de algunos santos jesuitas.
La iglesia posee una nave central, sustentada en seis columnas laterales rematadas por capiteles ornamentados, los que finalizan en el altar mayor, donde destaca una imagen gigantesca del Sagrado Corazón en actitud de bendecir a los fieles. A derecha e izquierda le hacen compañía dos animados grupos de santos jesuitas, además de otros santos y doctores de la Iglesia. Un conjunto de cinco ángeles, forman con sus alas desplegadas un docelete.
Existe una placa de bronce en el altar de la misa, donde está representado Jesucristo como el cordero degollado y en pie, símbolo de su muerte y su posterior resurrección, acompañado por una multitud que le canta alabanzas.
La parroquia cuenta también con uno de los órganos más elegantes de Cuba. El piso de la nave central está hecho por elaborados mosaicos de teselas de piedra y cristal, tiene en su entrada las letras griegas alpha y omega, que significan a Cristo, y ji y ro (X y P), iniciales del hijo de Dios en griego.
Al final, se encuentra un anagrama antiguo de Jesús en latín: JHS Jesus Homo Salvator (Jesús Hombre Salvador).
Las dos naves laterales forman una cruz latina, una está dedicada a San José, donde se encuentra además una imagen de la Virgen de la Caridad del Cobre, patrona del país, junto con la bandera cubana. El altar de la otra nave está dedicado a la Inmaculada Concepción y es donde se encuentra el sagrario que guarda las hostias consagradas.
En el fondo del templo se halla esculpida una imagen de la Virgen de Fátima.